# Константин Доброджану-Ґеря
Константин Доброджану-Ґеря (рум. Constantin Dobrogeanu-Gherea, справжнє ім'я — Соломон Кац, *21 травня 1855, Катеринослав, нині Дніпропетровськ, Україна — †7 травня 1920, Бухарест) — румунський соціолог, автор робіт з естетики, літературний критик. Один із засновників Соціал-демократичної партії робітників Румунії. Батько Александру Доброджану-Ґеря. Перший перекладач творів Тараса Шевченка румунською мовою. 

## Біографія
Соломон Кац народився у селищі Словʼянка (тепер у місті Дніпро) в українській юдейській родині. Навчався в Харківському університеті, де включився в політичну діяльність. Переслідуваний, переселився до Румунії, в Ясси (1875). Під час російсько-турецької війни (1877-78)  схоплений російською поліцією і засланий в Мезень. У 1879 втік із заслання, повернувся до Румунії, де прийняв християнство і жив під прізвищем Доброджану. Займався підприємницькою діяльністю в Плоєшті. Зустрічався з Троцьким і Раковським. 

## Наукова діяльність
Як соціолог займався аграрними питаннями. Його головна соціологічна праця — «Нове рабство: економіко-соціологічні дослідження нашої аграрної проблеми» (1910). Зближуючись з марксизмом, розвивав ідеї народництва. В естетиці та літературній критиці був близький до Титу Майореску, разом з тим закликав бути уважним до соціальних аспектів мистецтва. Популяризував творчість українського поета Тараса Шевченка, він був зачинателем румунської наукової літературно-критичної Шевченкіани . 

## Учні
- Ґала Ґалактіон

## Галерея

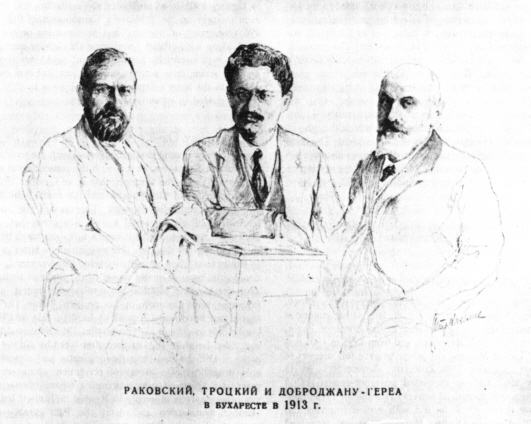
Лев Троцький, Християн Раковський і Константин Доброджану-Ґеря  (1913)
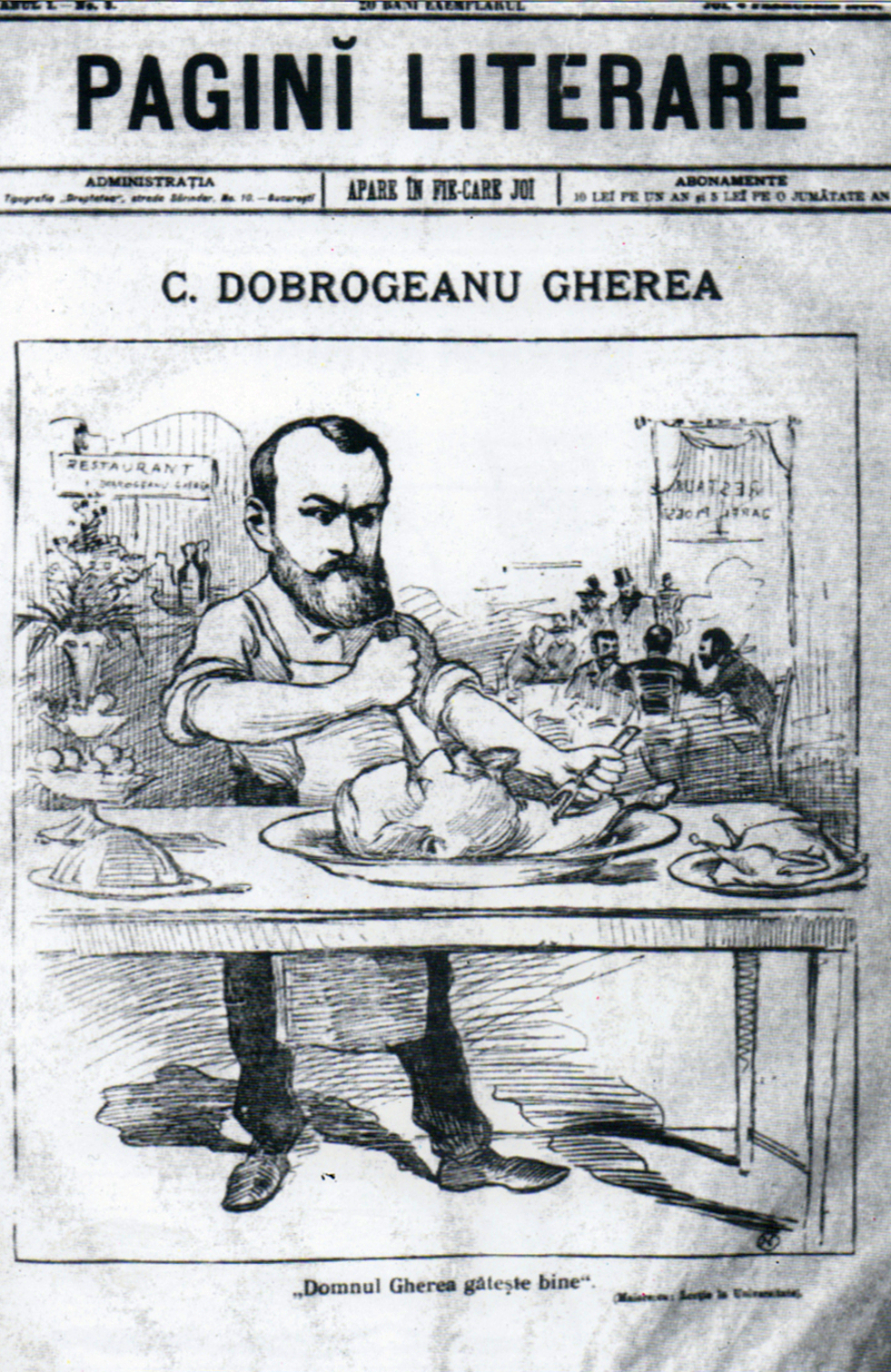
Domnul Gherea gătește bine, în Revista Pagini literare